# Найвища Високість

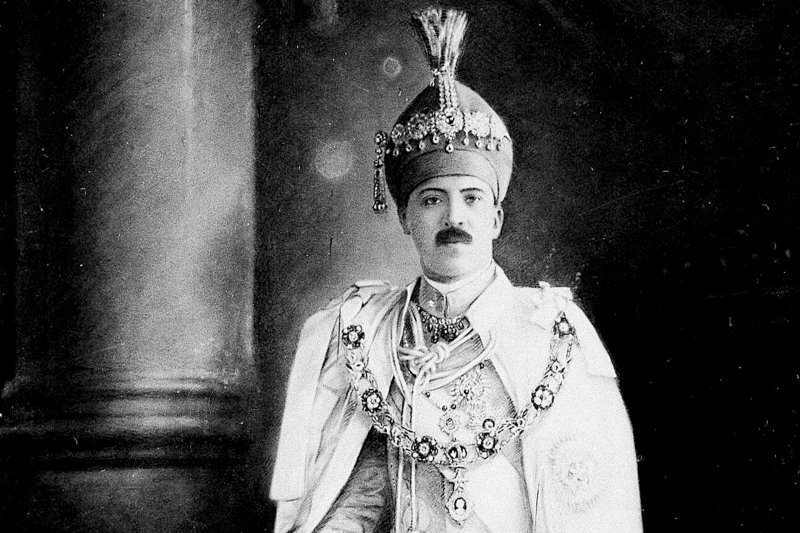
Його Найвища Високість Осман Алі-хан

Його Найвища Високість або Його Піднесена Високість (англ.: His Exalted Highness; абрв.:HEH) — рідкісний різновид титулу (форми звертання) Його Високість. 
Цим титулом користувались тільки Низами Гайдарабада (монархи держави Гайдарабад та Берара), після надання його урядом Британської імперії.
На початку XIX століття землі Берара перейшли під контроль правителів Гайдарабаду. 
За угодою 1860 року британці взяли на себе адміністративне управління тими землями, хоча формально вони при цьому залишались під владою низама Гайдарабаду.
Титул Його Найвища Високість, що мав суверен Гайдарабаду було скасовано після розділу Британської Індії.  
Останнім титул «Найвища Високість» з 1911 до 1948 року носив Асаф Джах VII, після чого князівство було включено до складу Індійського Союзу.